# مریت‌آمون سی و دی
| i | mn · n | mr | i | i | t | B1 |

| i | mn · n | mr | i | i | t | B1 |

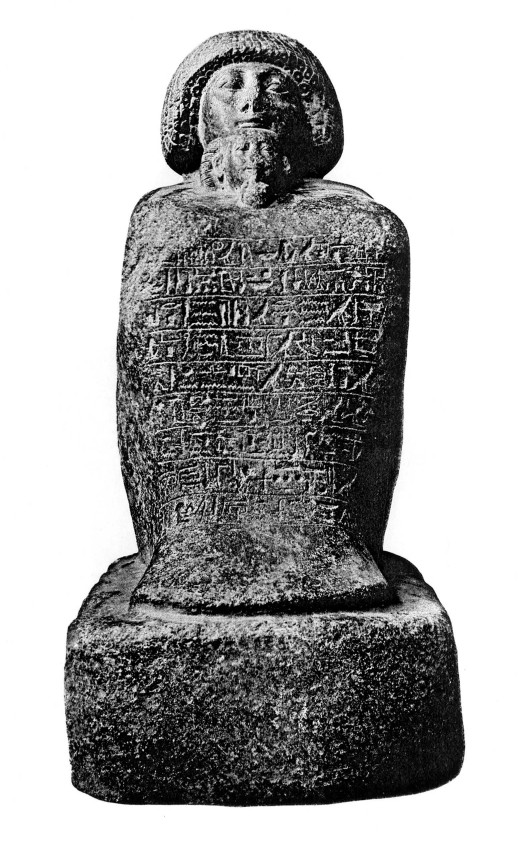
یکی از دختران تحوتموس سوم به نام مریت‌آمون در کنار بنرمروت. مشخص نیست که آیا این تصویر مربوط به مریت‌آمون سی است یا مریت‌آمون دی.

مریت‌آمون سی و دی (انگلیسی: Meritamen C and D؛ ‏ «معشوق آمون») نام دو شاهدخت در دوران دودمان هجدهم مصر بود که مورخان مدرن از آنها به عنوان مریت‌آمون سی و مریت‌آمون دی یاد می‌کردند. هر دو دختر فرعون تحوتموس سوم و همسر بزرگ سلطنتی او مریت‌رع-حتشپسوت بودند. نام آنها به‌صورت مریت‌آمن هم نوشته می‌شود.

## زندگی‌نامه
مریت‌آمون سی و مریت‌آمون دی، دو دختر از شش فرزند شناخته شده تحوتموس سوم و مریت‌رع-حتشپسوت بودند. خواهر و برادر آنها فرعون آمنهوتپ دوم، شاهزاده منخپررع و شاهدخت‌ها نبت‌یونت و ایست بودند. آنها به همراه خواهرانشان و منخپررع بر روی مجسمه مادربزرگ مادری خود حوئی (اکنون در موزه بریتانیا) به تصویر کشیده شده‌اند. مریت‌آمون سی نیز در نمازخانه حاثور که توسط پدرش در دیر البحری ساخته شده است، به تصویر کشیده شده است.
مریت‌آمون سی عنوان «همسر خدا آمون» را از مادرش به ارث برده است. القاب دیگر او دختر پادشاه و خواهر پادشاه بود.
معلوم نیست کدام یک از شاهدخت‌ها به نام مریت‌آمون در دامان «بنرمروت» ناظر بر آثار سلطنتی بر روی مجسمه مکعبی او که در کارناک یافت شده است، نشسته است.